# Джон Міддлтон Клейтон
Джон Міддлтон Клейтон (англ. John Middleton Clayton; 24 липня 1796, Дагсборо — 9 листопада 1856, Довер) — північноамериканський державний діяч.

## Життєпис
Закінчив Єльський університет і займався юридичною практикою з 1819.
З 1824 депутат Палати представників штату Делавер, в 1826—1828 державний секретар штату.
У 1829 обраний до Сенату США; був сенатором до 1836, а потім також в 1845—1849 і з 1853 до смерті.
У 1837—1839 обіймав посаду Верховного судді штату Делавер.
Пік політичної кар'єри Клейтона припав на 1849—1850, коли президент Закарі Тейлор призначив його Державним секретарем США. Найзначнішою дією Клейтона на цій посаді було підписання 18 квітня 1850 так званої «Договору Клейтона-Бульвера» між США і Великою Британією (названий за іменами Клейтона і британського міністра закордонних справ Генрі Бульвер-Літтона); згідно з цією угодою обидві держави зобов'язалися не колонізувати незалежні республіки Центральної Америки і гарантувати доступність судам всіх країн каналу між Атлантичним і Тихим океанами, який коли-небудь буде прокладений по території будь-якої з цих республік (див. Панамський канал).